# St. Peter Line

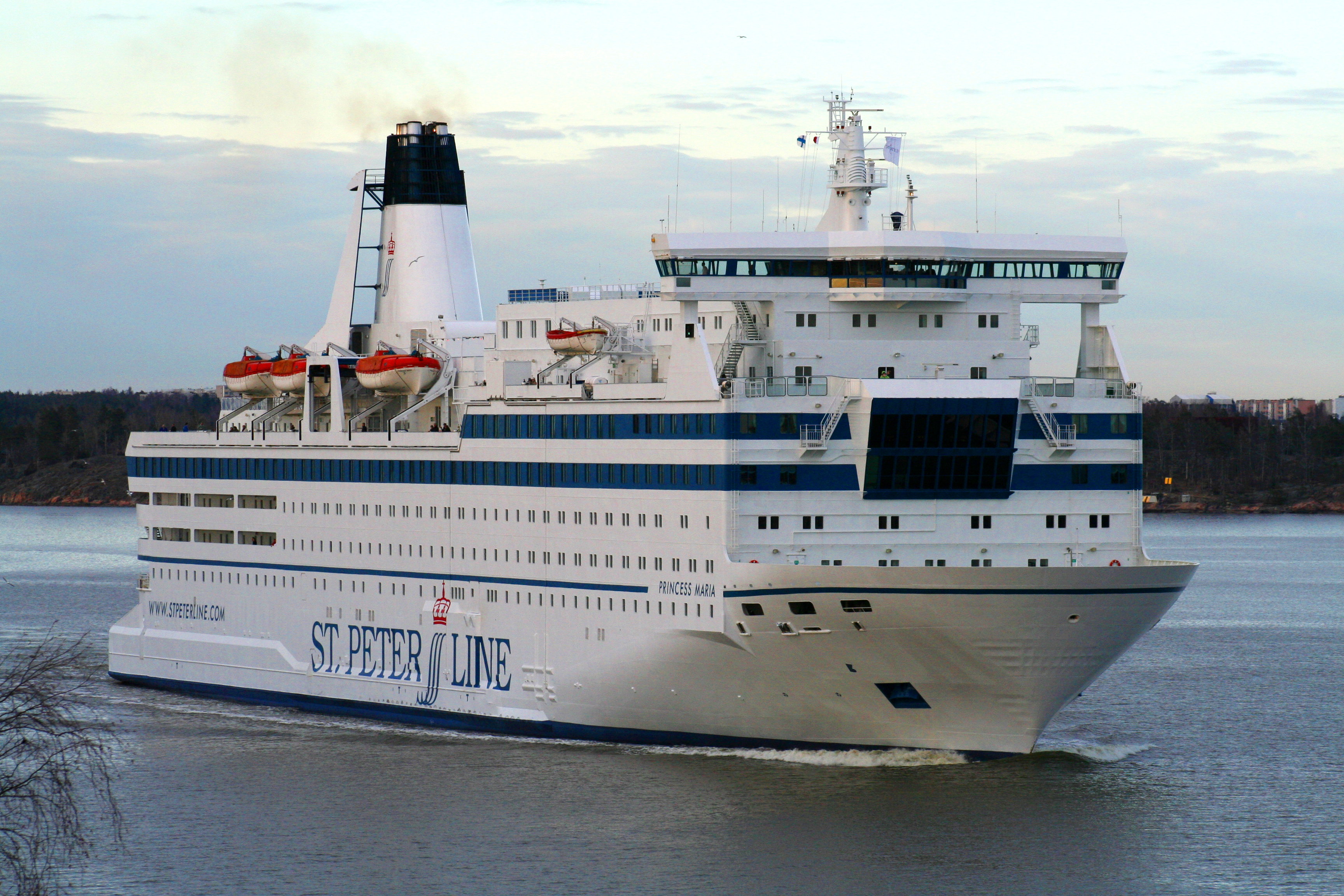
M/S Princess Maria

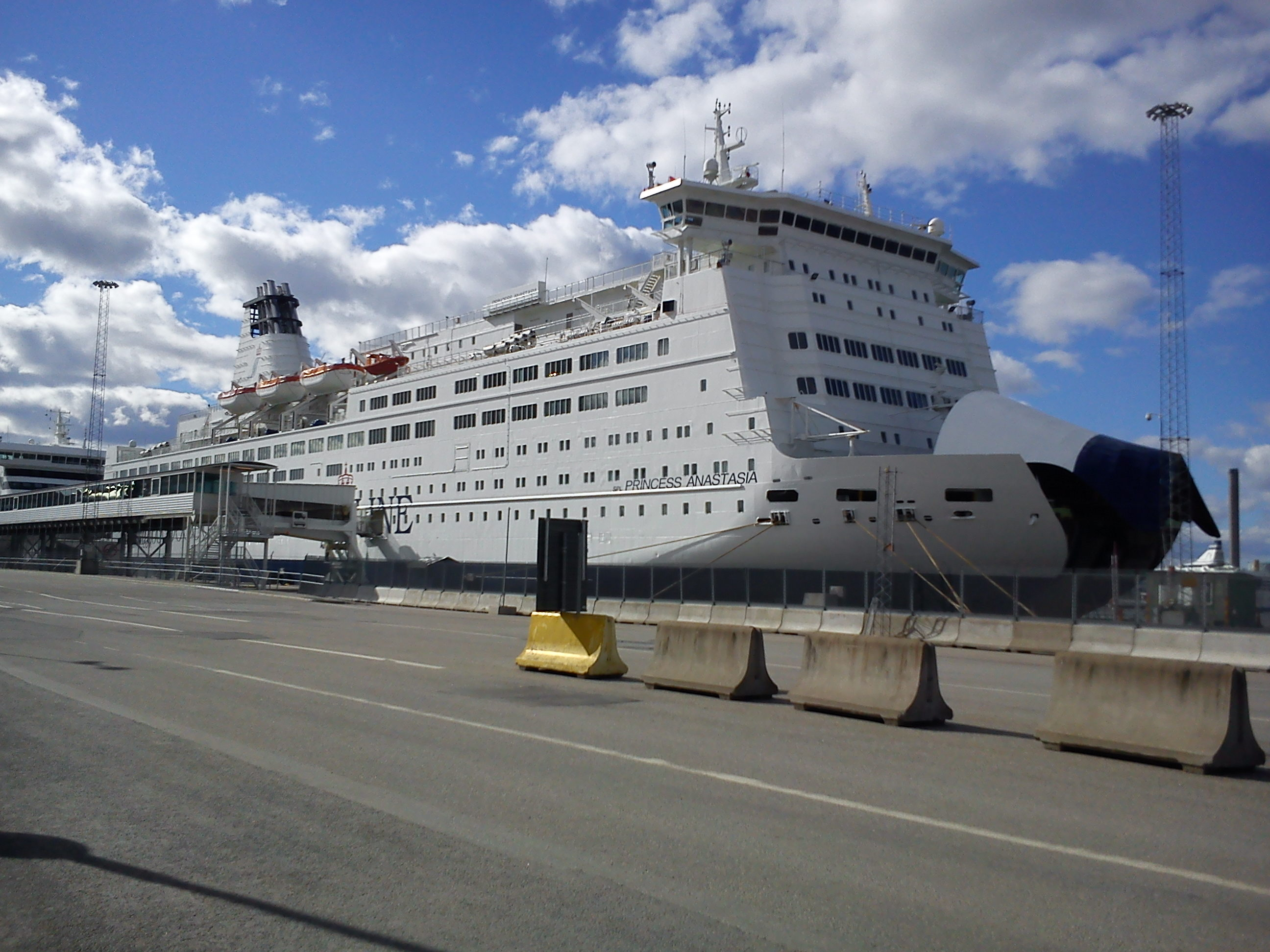
M/S SPL Princess Anastasia

St. Peter Line är ett ryskt (cypernregistrerat) rederi som 2010 startade en färjelinje mellan Helsingfors och Sankt Petersburg med kryssningsfärjan M/S Princess Maria. I april 2011 invigdes även linjen Stockholm–Sankt Petersburg (numera via Tallinn, Helsingfors och Mariehamn). Kryssningsfartyget heter M/S SPL Princess Anastasia och har tidigare gått i trafik för Viking Line som M/S Olympia.

## Fartyg
| Fartyg                     | Typ                 | Byggt | I tjänst | Rutt                                           | Passagerare | Dödvikt   | Flagga  | Notering |
| -------------------------- | ------------------- | ----- | -------- | ---------------------------------------------- | ----------- | --------- | ------- | -------- |
| M/S SPL Princess Anastasia | Passagerar/bilfärja | 1986  | 2011–    | Helsingfors–Sankt Petersburg–Tallinn–Stockholm | 2 500       | 37 583 GT | Italien |          |

## Tidigare fartyg
| Fartyg             | Byggt | I tjänst  | Typ                 | Tonnage   | Notering |
| ------------------ | ----- | --------- | ------------------- | --------- | -------- |
| M/S Princess Maria | 1981  | 2010–2016 | Passagerar/bilfärja | 33 575 GT |          |